# Punta del Loson
Il Punta del Loson (1.723 m s.l.m.) è una montagna delle Alpi del Monginevro nelle Alpi Cozie. Si trova in Piemonte (Città metropolitana di Torino).

## Toponimo

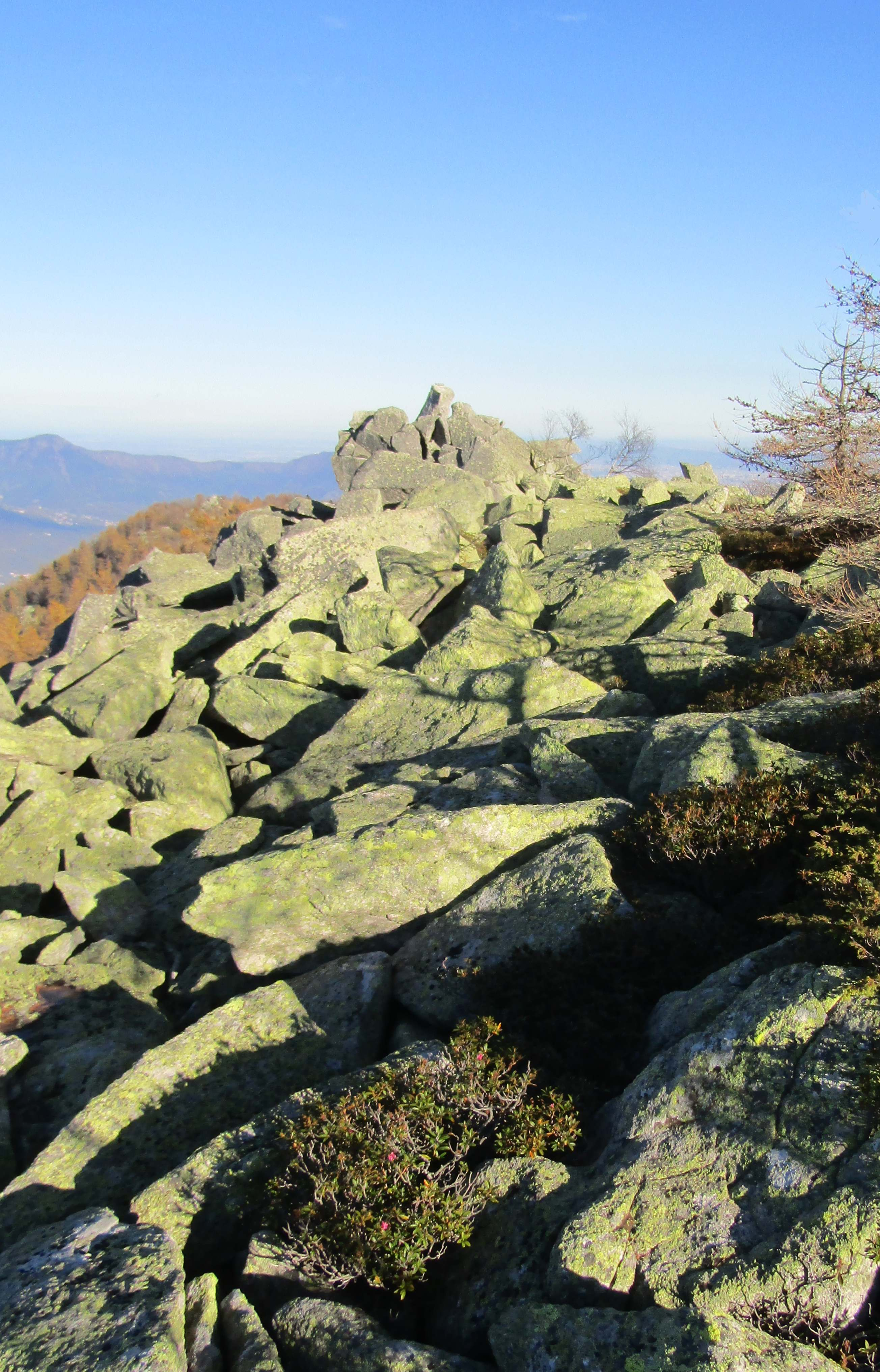
Sommità della montagna

La montagna è chiamata Punta de' Loson sulla cartografia IGM, Punta del Loson su quella, più recente, edita da Fraternali, e Punta dei Lòson nel volume Alpi Cozie Centrali della Guida dei Monti d'Italia. Il nome Loson si riferisce ai grossi lastroni di pietra (lose) che ne occupano la parte culminante.

## Caratteristiche
La Punta del Loson si trova lungo lo spartiacque tra la Val Susa e la Val Sangone, sul fianco settentrionale della valle del Sangonetto (Val Sangone). A ovest il Colle Ben Mulè la separa dalla Punta dell'Orso, mentre a est lo spartiacque procede verso il Colle Bione. La montagna è quotata 1.710 metri sulla tavoletta in scala 1:25.000 pubblicata dall'IGM, 1.723 m su quella, più recente, edita da Fraternali. La sua prominenza topografica è di 53 m.

## Salita alla vetta
La montagna può essere raggiunta per un sentierino di cresta che parte dal Colle Ben Mulè; la salita è valutata di difficoltà E. Il sentiero dei Franchi ne evita invece la sommità aggirandola sul lato Val Sangone